# Quận Mason, Illinois
Quận Mason là một quận thuộc tiểu bang Illinois, Hoa Kỳ.
Quận này được đặt tên theo. Theo điều tra dân số của Cục điều tra dân số Hoa Kỳ năm 2000, quận có dân số người. Quận lỵ đóng ở.

## Địa lý
Theo Cục điều tra dân số Hoa Kỳ, quận có diện tích km2, trong đó có km2 là diện tích mặt nước.

## Thông tin nhân khẩu
Theo điều tra dân số 2 năm 2000, quận này đã có dân số 16.038 người, 6.389 hộ gia đình, và 4.561 gia đình sống trong quận hạt. Mật độ dân số là 30 người trên một dặm vuông (11/km ²). Có 7.033 đơn vị nhà ở với mật độ trung bình 13 trên một dặm vuông (5/km ²). Thành phần chủng tộc của cư dân sinh sống trong quận gồm 98,82% người da trắng, 0,12% da đen hay Mỹ gốc Phi, 0,26% người Mỹ bản xứ, 0,21% ở châu Á, 0,09% từ các chủng tộc khác, và 0,50% từ hai hoặc nhiều chủng tộc. 0,50% dân số là người Hispanic hay Latino thuộc một chủng tộc nào. 34,6% là người gốc Đức, 17,9% người Mỹ, 13,1% gốc Anh và 9,0% gốc Ailen theo điều tra dân số năm 2000.
Có 6.389 hộ, trong đó 30,50% có trẻ em dưới 18 tuổi sống chung với họ, 58,40% là đôi vợ chồng sống với nhau, 9,00% có một chủ hộ nữ và không có chồng, và 28,60% là không lập gia đình. 24,90% hộ gia đình đã được tạo ra từ các cá nhân và 13,00% có người sống một mình65 tuổi hoặc cao hơn. Cỡ hộ trung bình là 2,48 và cỡ gia đình trung bình là 2,93.
Trong quận cơ cấu độ tuổi dân cư được trải ra với 24,40% dưới độ tuổi 18, 7,70% 18-24, 26,30% 25-44, 24,20% từ 45 đến 64, và 17,30% từ 65 tuổi trở lên người. Độ tuổi trung bình là 40 năm. Đối với mỗi 100 nữ có 96,10 nam giới. Đối với mỗi 100 nữ 18 tuổi trở lên, đã có 93,10 nam giới.
Thu nhập trung bình cho một hộ gia đình trong quận đạt mức USD 35.985, và thu nhập trung bình cho một gia đình là USD 42.239. Phái nam có thu nhập trung bình USD 33.426 so với 21.093 USD đối với phái nữ. Thu nhập bình quân đầu người là 17.357 USD. Có 7,80% của các gia đình và 9,70% dân số sống dưới mức nghèo khổ, bao gồm 13,60% những người dưới 18 tuổi và 9,60% của những người 65 tuổi hoặc cao hơn.